# SC Neusiedl am See
SC Neusiedl am See is een Oostenrijkse voetbalclub uit de stad Neusiedl am See in de deelstaat Burgenland.

## Geschiedenis
De club werd in 1919 opgericht maar liet pas in de jaren zeventig voor het eerst van zich horen toen in 1976 de titel in de Landesliga behaald werd. In 1980 werd de club ook kampioen in de Regionalliga en promoveerde zo naar de 2. Division (tweede klasse). Na een vierde plaats in 1981/82 mocht de club promoveren naar de 1. Division, de hoogste klasse, omdat deze van tien clubs werd uitgebreid naar 16 clubs.
In het eerste seizoen werd de club dertiende met één punt voorsprong op Union Wels en twee op degradant Vienna. In het volgende seizoen werd de club troosteloos laatste met slechts vier punten. Door financiële problemen moest de club zich terugtrekken uit de tweede klasse en degradeerde nog verder. Neusiedl raakt in verval en in 1989 kon de club met moeite een degradatie naar de 2. Klasse Nord verhinderen (de laagste klasse van Oostenrijk).
Sinds 1992 gaat het beter met de club en in 2004 speelde de club terug in de Landesliga en kon één seizoen later weer naar de Regionalliga promoveren.